# Casimiro de Ustáriz
Casimiro de Ustáriz Suárez de Loreda y Azuara (Bruselas, 25 de marzo de 1699-Madrid, 11 de abril de 1751), I marqués de Ustáriz, fue teniente general de los Reales Ejércitos, secretario de Estado y de Guerra y ministro de la Junta de Comercio y de Moneda durante el reinado de Fernando VI de España.

## Biografía
Casimiro de Ustáriz nació en Bruselas en 1699, hijo de Jerónimo de Uztáriz y Hermiaga, caballero de la Orden de Santiago, secretario de la Secretaría de Nueva España del Consejo de Indias, y de María de Azuara, natural de dicha ciudad belga.
Ocupó la Silla E de la Real Academia Española tras el fallecimiento del académico fundador Juan Interián de Ayala, en 1730, y hasta su propio fallecimiento.
Aunque su aspecto actual es el resultado de la reforma encargada por sus herederos, los condes de Villagonzalo, realizada en 1878 por el maestro de obras Antonio Mayo, el palacio del marqués de Ustáriz, fue diseñado por José Pérez en 1748. El conde de Villagonzalo también heredó del marqués la manzana sobre la cual mandó construir la casa-palacio de la plaza de Santa Bárbara, y que fue proyectada por Juan Madrazo en 1862. Los dos palacios están separados por la calle de San Mateo.